# Сарай Роман Дмитрович
Роман Дмитрович Сарай (27 липня 1980, місто Ужгород, Закарпатська область) — голова Закарпатської обласної ради (з 27 вересня 2023 року). Кандидат юридичних наук, доцент.

## Життєпис
Закінчив Ужгородський національний університет за спеціальностями: «Правознавство», кваліфікація — юрист (2002); «Міжнародні економічні відносини», кваліфікація — міжнародник-економіст (2009).
Працював доцентом ДВНЗ «Ужгородський національний університет».
Був депутатом Ужгородської районної ради VІ і VІI скликань. Обраний депутатом Закарпатської обласної ради VІIІ скликання від Закарпатської Обласної організації ПОЛІТИЧНОЇ ПАРТІЇ «СЛУГА НАРОДУ». Член фракції  ПП «СЛУГА НАРОДУ» в обласній раді.
Віцепрезидент Української асоціації районних та обласних рад із транскордонної співпраці та європейської інтеграції.
З 27 вересня 2023 року — голова Закарпатської обласної ради.